# Papa a la huancaína
La papa a la huancaína è un piatto tipico della cucina criolla del Perù.
I riferimenti scritti più antichi risalgono alla fine del XIX secolo, epoca nella quale si servivano le "patate gialle alla Huancaina" come uno degli antipasti del banchetto offerto da don Miguel Grau Seminario, allora capitano di vascello, nel Club Nacional il 21 giugno del 1879.
Il piatto fu anche citato nel ricettario "Copia de comidas para el uso de la señorita Isabel Gertrudis Alfaro" (1897) e in «La cocina práctica» di Boix Ferrer (1928).

## Preparazione
Il piatto consiste di una salsa realizzata tritando o liquefacendo peperoncino giallo con latte, olio e formaggio fresco che si serve generalmente sopra le patate bollite. Altre preparazioni della salsa prevedono l'aggiunta di succo di limone, biscotti, aglio e cipolla. Ci sono anche varianti con altri tipi di peperoncino, come il rocoto.
Nella sua presentazione classica, le patate, accompagnate da uova sode e olive nere, devono essere disposte su foglie di lattuga.
La Salsa Huancaína si utilizza oggi anche in altri piatti, come ravioli, paste o il Sancochado.

## Origine del nome
Una prima storia riguardo all'origine del nome, vede la ricetta come proveniente dalla regione peruviana di Junín, perché il creatore di questo piatto comprava gli ingredienti soprattutto nella città di Huancayo nella valle del fiume Mantaro e per omaggiare questa regione le chiamò col nome di "Papa a la Huancaína". La valle del fiume Mantaro è molto famosa, tra l'altro, per la cospicua produzione di patate, non solo per quantità, ma anche perché ne produce più di 3.000 varietà.
Un'altra storia racconta che questo piatto veniva servito, a Lima, nella prima stazione del treno con destinazione Huancayo (Ferrovia Centrale del Perù); da cui il nome.
Entrambe queste storie propendono quindi per una origine limeña del piatto.
Jorge Stambury, nel suo libro "La Gran Cocina Peruana", indica invece che il piatto è originario di Huancayo e nacque durante la costruzione della Ferrovia Centrale del Perù che richiese una grande quantità di operai. L'alimento dei lavoratori era preparato da donne della popolazione huancas che bollivano le patate e le servivano bagnate con una salsa di formaggio mischiato con rocoto e latte e accompagnate con uova sode.
La ricetta in seguito migrò a Lima ed il rocoto venne sostituito con il peperoncino giallo